# Высшая духовная семинария (Влоцлавек)

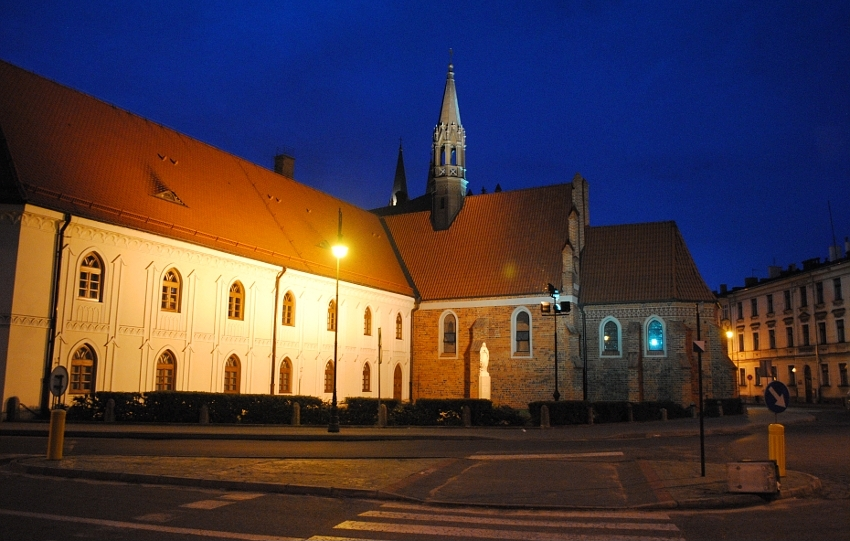
Библиотека семинарии и семинарская церковь святого Виталиса, Влоцлавек

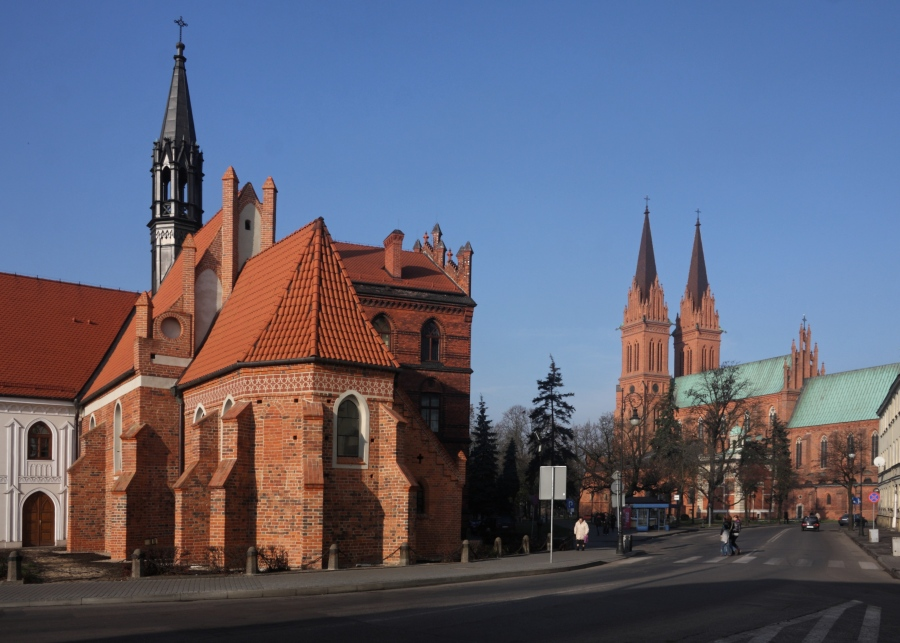
семинарская церковь святого Виталиса и кафедральный собор Успения Пресвятой Девы Марии, Влоцлавек

Высшая духовная семинария (лат. Seminarium Wladislaviense Maius, пол. Wyższe Seminarium Duchowne Diecezji Włocławskiej) — государственное высшее учебное заведение, католическая духовная семинария, находящаяся в городе Влоцлавек, Польша. Семинария готовит католических священников для епархии Влоцлавека. Первая католическая семинария в Польше.

## История
Семинария во Влоцлавеке была учреждена 16 августа 1569 года куявско-поморским епископом Станиславом Карнковским. В 1581 году семинария была закрыта из-за материальных проблем и возникновения в городе чумной эпидемии. В 1619 году она была снова открыта уже в новом собственном здании.
В 1909 году семинария стала издавать богословский журнал «Ateneum Kapłańskie», который был основан по инициативе тогдашнего ректора семинарии Идзи Радзишевского. В последние годы перед началом Второй мировой войны в семинарии работало 15 священников-профессоров, училось 120 семинаристов. 7 октября 1939 года немцы арестовали всех профессоров и 22 семинаристов, которые, несмотря на войну, продолжили в новом учебном году своё обучение в семинарии. Арестованные были отправлены в концентрационный лагерь «Дахау», где большинство из них погибли мученической смертью.
После освобождения города от немецких оккупантов деятельность семинарии возобновилась 4 апреля 1945 года в доме приходского священника в населённом пункте Любранец. В это время ректором семинарии был будущий кардинал Стефан Вышинский. В конце мая 1945 года семинария переехала во Влоцлавек в здание, где она ранее размещалась до войны.
В 2004 году семинария стала филиалом теологического факультета Университета Николая Коперника в городе Торунь. Канонически семинария подчиняется епископу Влоцлавека.

## Ректоры
- Станислав Ходынский (1887—1908);
- Идзи Бенедикт Радзишевский (1908—1913), ректор Императорской Римско-католической духовной академии (1913 – 1918);
- Владислав Павел Крыницкий (1914—1918);
- Антон Боровский (1918—1925);
- Пётр Чапля (1918—1928);
- Генрик Качоровский (1928—1939) — блаженный;
- Францишек Коршинский (1939—1945);
- Стефан Вышинский (1945—1946);
- Францишек Коршинский (1946—1948);
- Болеслав Кунка (1948-1952);
- Леон Андеевский (1952—1965);
- Леон Дембовский (1965—1974);
- Францишек Юзьвяк (1974—1983);
- Мариан Голембевский (1983—1992);
- Войцех Ханц (1992—2001);
- Здзислав Павляк (2001—2004);
- Яцек Шиманский (2004 — по настоящее время).